# Marianne Pistone
Marianne Pistone, née le 13 juillet 1976 à Poissy, est une réalisatrice, scénariste et productrice française.
Elle travaille principalement avec le cinéaste Gilles Deroo.

## Carrière
Dès 2005, elle collabore avec Gilles Deroo, qu'elle a rencontré à Vidéorème, une association de documentaristes basée à Roubaix.
En 2006, elle réalise deux courts métrages : Sylvain aux ombres, monté par Deroo, et Le plus grand des deux frères.
En 2006, le duo coécrit Vivat (Qu'il vive), sur la rencontre entre une vieille employée de maison et un jeune sidéen, que Gilles Deroo réalise.
En 2008, les deux cinéastes coécrivent et coréalisent Hiver (Les Grands Chats), une fiction réaliste de 55 minutes, produite dans le nord de la France.
En 2012, Deroo et Pistone fondent la société Boule de Suif Production,, avec laquelle ils produisent leur premier long métrage, Mouton.
Il est à noter que Marianne Pistone travaille avec le directeur photo Éric Alirol, sur tous ses films depuis Vivat (qu'il vive) en 2006.

## Filmographie comme réalisatrice
- 2006 : Le plus grand des deux frères (court métrage)
- 2006 : Sylvain aux ombres (court métrage)
- 2008 : Hiver (Les Grands Chats) (moyen métrage)
- 2013 : Mouton
- 2024 : La Vie des hommes infâmes (2024)

## Distinctions
2013 : Prix spécial du jury et Léopard de la première œuvre au Festival international du film de Locarno (prix partagés avec Gilles Deroo)